# Sandra Poulsen
Sandra Wayne Poulsen (ur. 24 lipca 1952 w San Francisco) – amerykańska narciarka alpejska. Zajęła 21. miejsce w zjexdzie na igrzyskach w Sapporo w 1972 r. Zajęła też 11. miejsce w gigancie na mistrzostwach świata w Sankt Moritz. Jej najlepszym sezonem w Pucharze Świata był sezon 1971/1972, kiedy to zajęła 16. miejsce w klasyfikacji generalnej.

## Sukcesy

### Puchar Świata

#### Miejsca w klasyfikacji generalnej
- 1970/1971 – 22.
- 1971/1972 – 16.
- 1972/1973 – 28.
- 1973/1974 – 24.

#### Miejsca na podium
1. Abetone – 11 lutego 1973 (gigant) – 3. miejsce